# Grande mosquée de Mantes-la-Jolie
La grande mosquée de Mantes-la-Jolie est un édifice religieux musulman situé place Ali Berka à Mantes-la-Jolie, en France.

## Histoire
La mosquée est inaugurée en 1981. C'est une des premières mosquées construite en France métropolitaine, après la mosquée du bois de Vincennes et la grande mosquée de Paris, inaugurée en 1926. Ali Berka, originaire de Ouarzazate au Maroc, en est le président de 1981 à 1983, puis recteur de la Grande mosquée de 1995 à 2012,,. La mosquée est agrandie en 1996 et 2002. De 2002 à 2011, la moquée est le siège de la Ligue islamique mondiale.
La communauté s’investit depuis des années dans le dialogue interreligieux avec les différents lieux de cultes de Mantes-la-Jolie, et entretient de bonnes relations avec les autorités,,,.

## Architecture
Elle est construite en style mauresque, avec un minaret de 18 mètres et une coupole. Les parties hautes sont ornées d'un décor inspiré des moucharabiés avec des motifs géométriques verts en terre cuite vernissée. Le porche d'entrée et le patio, aujourd'hui transformé en salle de prière couverte, sont décorés d'une mosaïque de motifs géométriques de couleur bleue, verte, orange sur un fond blanc. Les architectes sont Benchesmi et Michel Dixneuf.